# حزب الوعد الأردني
حزب الوعد الأردني هو حزب سياسي أردني تأسس في 31 مايو/أيار عام 2016، واتخذ مقرًا له في مدينة السلط، قبل أن يتمّ تغيير اسمه إلى حزب الشعلة في عام 2020.

## قيادات للحزب
شغل محمود الخليلي منصب الأمين العام لحزب الوعد الأردني منذ تأسيسه في عام 2016 وحتى عام 2018 حين انتُخب محمود احمد الخريسات أمينًا عامًا للحزب خلفًا له، وفي عام 2019 انتخب رزق البلاونة أمينًا عامًا للحزب، وهو المنصب الذي ظلّ يشغله حتى بعد تغيير اسم الحزب إلى حزب الشعلة وحتى عام 2023 عندما انتُخب عثمان السواعي أمينًا عامًا للحزب خلفًا له.

## لمحة تاريخية
تأسس حزب الوعد الأردني في 31 مايو/أيار عام 2016، وفي يناير/كانون الثاني عام 2019 أعلن حزب الوعد الأردني انضمامه إلى تيار الأحزاب الوسطية الإصلاحية، والذي ضم إلى جانب حزب الوعد كل من حزب الأنصار، وحزب البلد الأمين، وجبهة العمل الوطني، وحزب العدالة الاجتماعية، وحزب الشباب الأردني الوطني، وحزب المستقبل، ولكن سُرعان ما أعلن حزب الوعد انسحابه من التيار في عام 2020. أعلن حزب الوعد الأردني خلال مؤتمره الرابع الذي عُقد في فبراير/شباط عام 2020 عن تغيير اسم الحزب ليُصبح «حزب الشعلة».
وفي مايو/أيار عام 2023 وافق مجلس مفوضي الهيئة المستقلة للانتخاب في الأردن على استمرار عمل حزب الشعلة الأردني بعدما تمكن الحزب من توفيق أوضاعه واستيفاء كافة الشروط التي نصّ عليها قانون الأحزاب الأردني رقم (7) والصادر في عام 2022. كانت الحكومة الأردنية قد أقرت في العام السابق قانونًا لتنظيم تأسيس الأحزاب السياسية في الأردن، وكانت مواد هذا القانون تشترط أن تُحقّق الأحزاب السياسية مجموعة من المعايير لكي تتم الموافقة على تأسيسها وتُصبح أحزابًا مُعترف بها رسميًا ويحق لها المُشاركة في الانتخابات البرلمانية الأردنية. كان من بين هذه الشروط أن ينضمّ للحزب في وقت إعلان تأسيسه ما لا يقلّ عن 1000 عضو في ستة مُحافظات أردنية مُختلفة، بحيث لا تقل نسبة النساء عن 20 بالمائة من أعضاء الحزب ولا تقل نسبة الشباب عن 20 بالمائة من الأعضاء.